# Luchthaven Soergoet
Luchthaven Soergoet (Russisch: Международный аэропорт Сургут, Mezjdoenarodny Aeroport Soergoet) is een luchthaven zo'n 10 kilometer ten noorden van de Russische stad Soergoet.

## Incidenten en ongelukken
- Op 1 januari 2011 vond er zich een explosie plaats aan boord van een Kogalymavia Tupolev Tu-154 die aan het taxiën was op de Luchthaven Soergoet. In de brand die na de explosie ontstond kwamen er vier passagiers om en raakten er 43 andere gewond.